# Đập Hoover
Đập Hoover, đã từng có tên gọi là đập Boulder, là một đập vòm bê tông trọng lực trong Black Canyon của sông Colorado, trên biên giới giữa các tiểu bang Arizona và Nevada của Hoa Kỳ. Nó được xây dựng giữa năm 1931 và năm 1936 trong cuộc Đại suy thoái. Việc xây dựng dập là kết quả của một nỗ lực to lớn liên quan đến hàng ngàn công nhân, và lấy đi hơn 100 sinh mạng. Đập mang tên chính thức đập Hoover sau nghị quyết Quốc hội năm 1947.
Tuy nhiên con đập này được cho là đã ảnh hưởng nghiêm trọng đến hệ sinh thái ở khu vực hạ lưu sông Colorado, khiến cho châu thổ sông Colorado bị khô hạn nghiêm trọng và thu hẹp đáng kể.
Sông Colorado rộng lớn với chiều dài 2.333 km, cung cấp nước tưới cho 1/12 ruộng đất nước Mỹ. Sông bắt đầu từ đầu nguồn thượng lưu dãy núi Rocheuses hướng về Tây Nam xuyên vượt sông Colorado, Utah và chảy qua khe sâu lớn, chảy vào bang New Mexico trước khi rót vào vịnh California, thành sông ranh giới giữa bang Arizona và bang Nevada, bang Arizona và bang Califonia. Sông Colorado là một con sông "dữ dội". Năm 1905, nó đột nhiên hoàn toàn thay đổi đường đi, hình thành nên hồ Sorton dài 77 km², đe dọa đánh chìm lòng sông Inpiril bang California. Để khống chế và cải thiện điều kiện tưới nước, đồng thời dùng nó với mục đích phát điện, nhà chức trách quyết định xây dựng một đập nước lớn ở đoạn sông giáp giới bang Arizona và Nevada. Năm 1928, quốc hội xuất tiền, và công trình được khởi công vào năm 1931. Tổng thống lúc bấy giờ là Herbert Hoover hết sức quan tâm đến dự án này, quyết định lấy tên mình đặt là đập nước Hoover. Năm 1936, công trình xây xong, nhưng tổng thống Roosevelt gọi nó là đập nước Boulder. Tên này được dùng mãi đến năm 1947, về sau quốc hội mới khôi phục lại tên cũ.
Để xây dựng đập nước này, người ta phải đào 8,2 triệu tấn nham thạch, với số lượng thép tương đương dùng để xây dựng Empire State Building. Nền đập dày 201 m, cao 221 m, suýt soát với độ cao của tòa nhà 70 tầng. Chỗ dựa sát vào phía Bắc đập nước đã thành hồ Mead, một trong những kho nước nhân tạo lớn nhất thế giới, với hình răng cưa không có quy tắc, dài 177 km, tuyến bờ hồ dài 1.323 km.
Ở phía Bắc hồ Mead là công viên quốc gia sa thạch đỏ rộng 14.165 ha. Sa thạch ở đây đang từ màu đỏ như lửa dần biến thành màu tím nhạt. Mưa gió xâm thực, sa thạch bị đẽo gọt thành dạng lọng tròn, tổ ong và các hình trạng lạ lùng độc đáo, giống như đầu và vòi của con voi lớn.
Khoảng 4.000 người đã tham gia xây dựng đập nước Hoover. Hoover nằm tại thị trấn Borde, một khu làng xinh xắn dễ chịu, với đủ nét đặc sắc của cả thành thị và thôn quê.

## Những người chết do xây dựng
Có 112 trường hợp tử vong liên quan đến việc xây dựng đập nước. Việc đầu tiên là JG Tierney, một thanh tra, người đã bị chết đuối vào ngày 20 tháng 12 năm 1922, trong khi tìm kiếm một vị trí lý tưởng cho đập. Cái chết cuối cùng trong danh sách tử vong chính thức của dự án xảy ra vào ngày 20 tháng 12 năm 1935, khi một người trợ giúp, Patrick Tierney, con trai của JG Tierney, bị rơi từ một tháp. Bao gồm ba công nhân, một người vào năm 1932 và hai người vào năm 1933, người đã tự tử tại chỗ trong danh sách tử vong. Có 96 ca tử vong xảy ra trong quá trình xây dựng tại công trường.  Trong số 112 trường hợp tử vong, 91 là nhân viên của công ty, 3 là nhân viên BOR, và 1 là một người tham gia vào khu vực công trường, với các nhân viên còn lại của nhiều nhà thầu khác nhau, không phải của Six Company.

## Hình ảnh

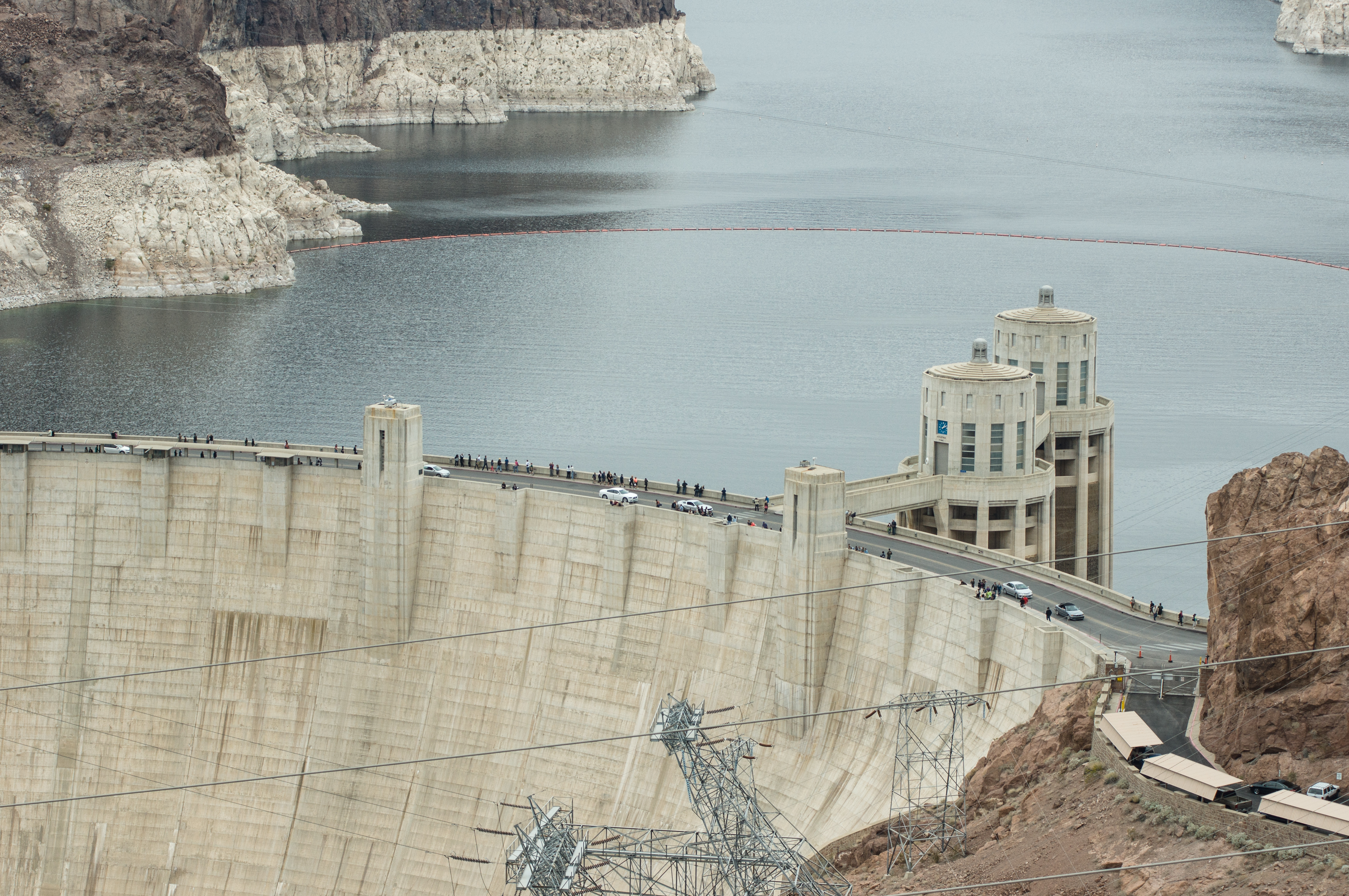
Phía trên đập
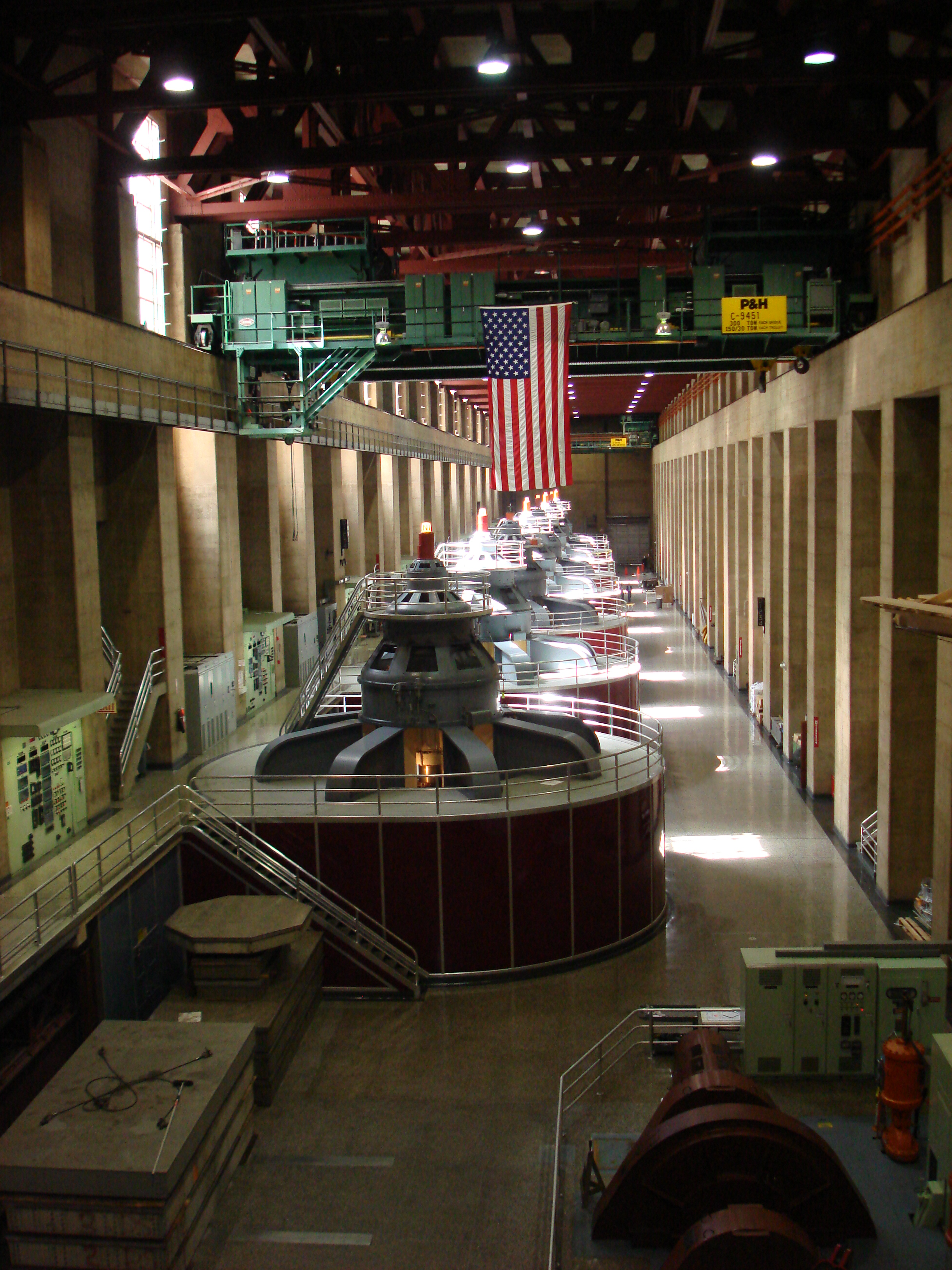
Bên trong đập
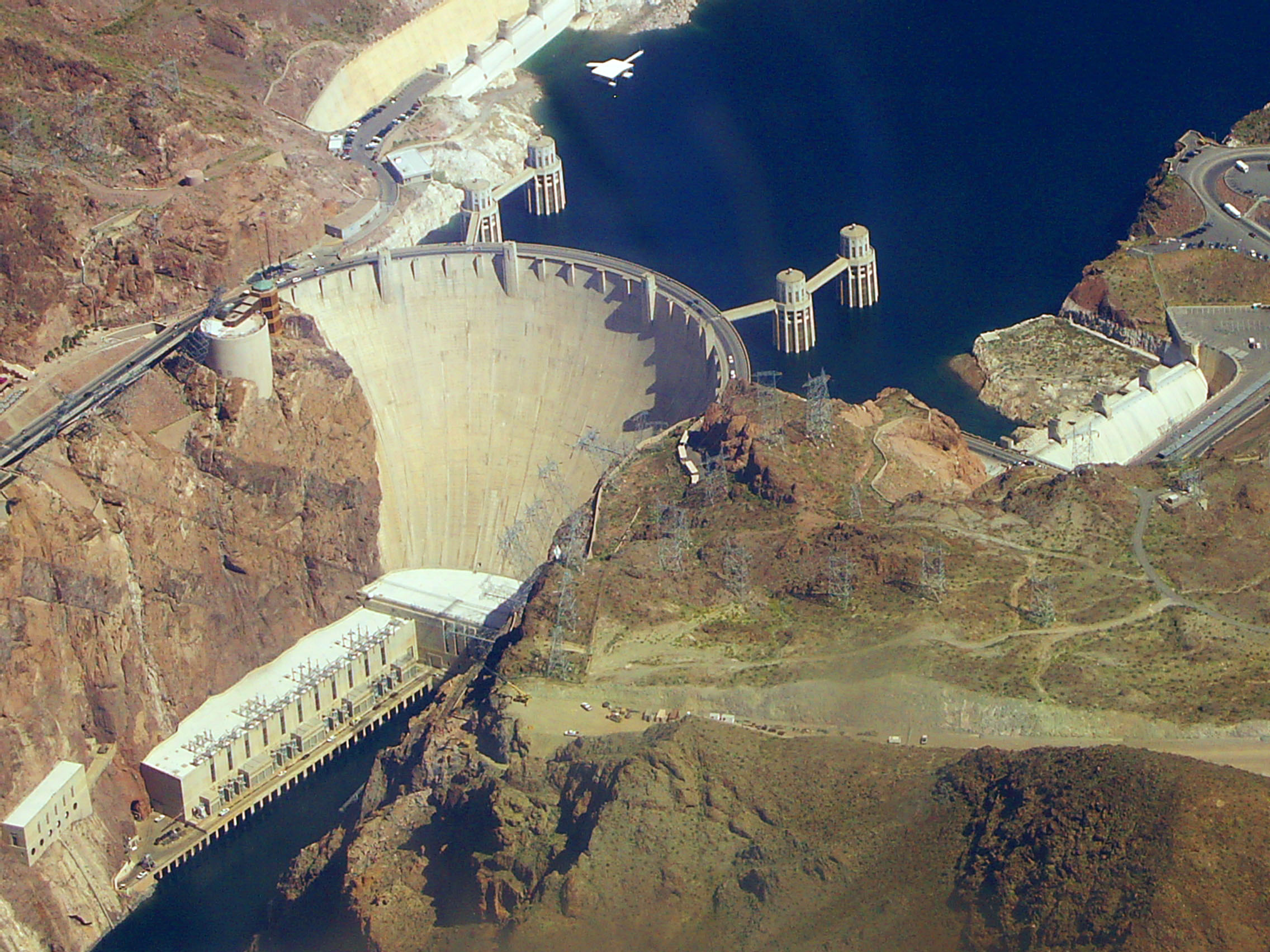
Đập Hoover nhìn từ trên không
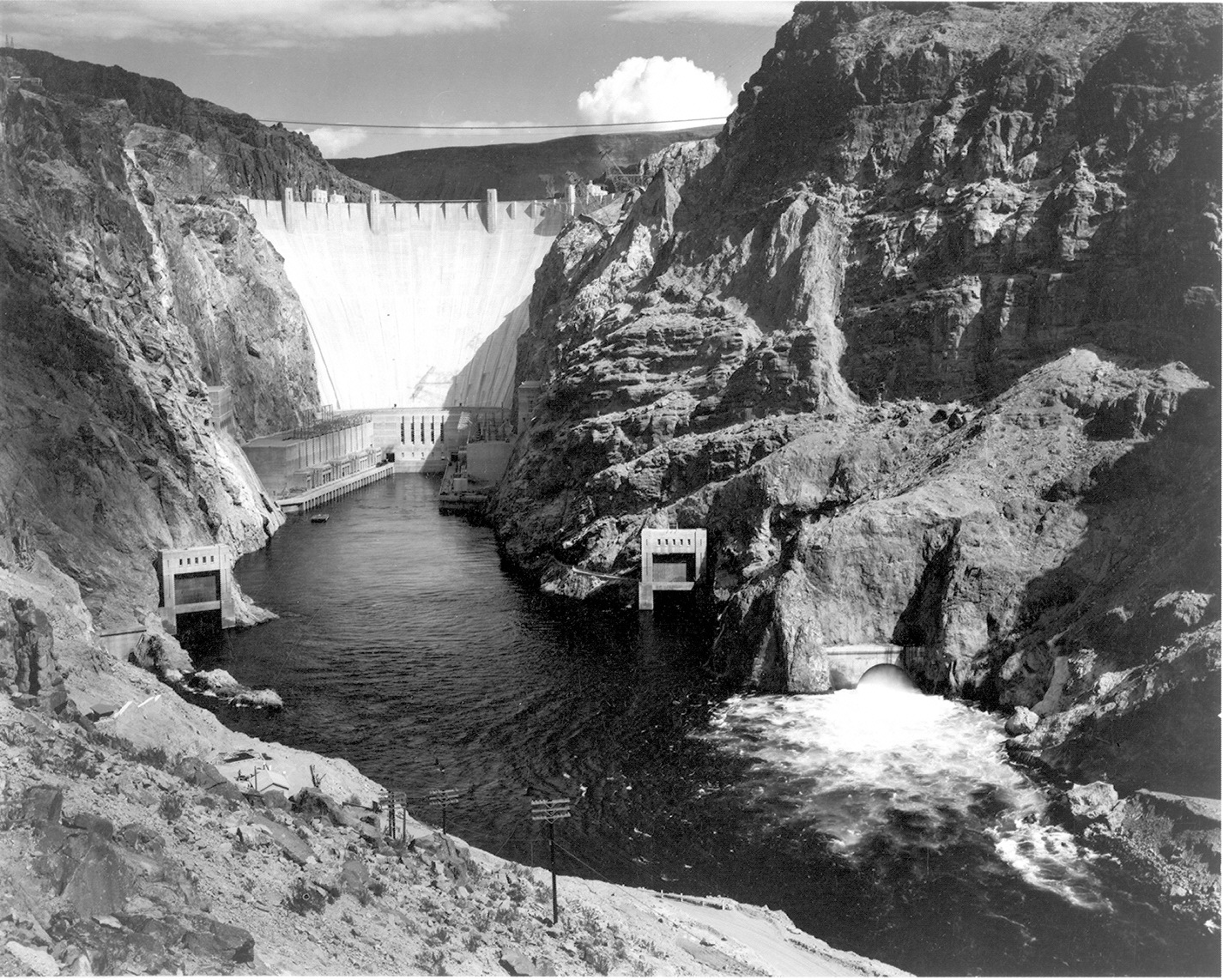
Con sông nhỏ ngay phía sau đập
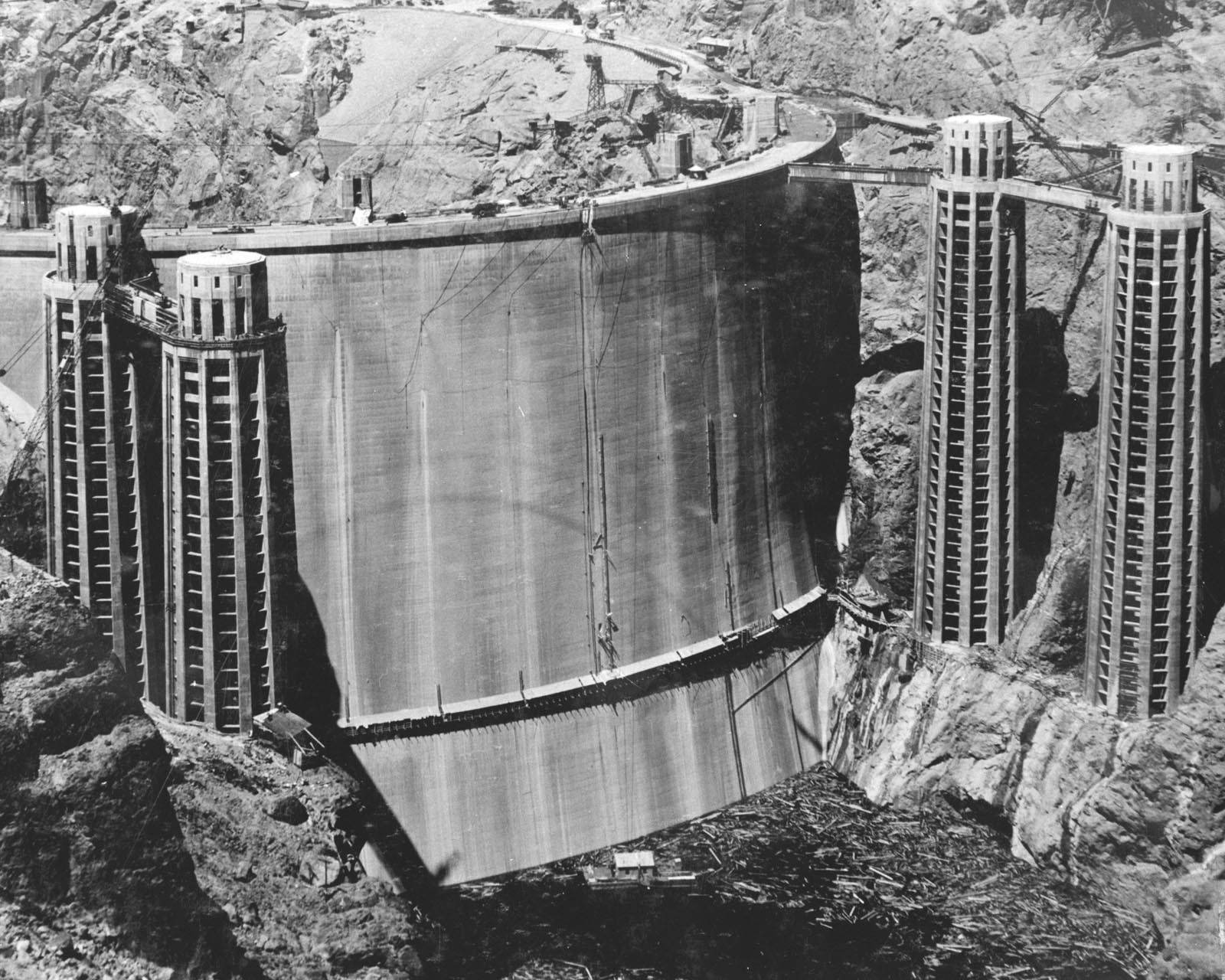
Một góc của đập, hình lấy từ lúc vừa xây dựng xong
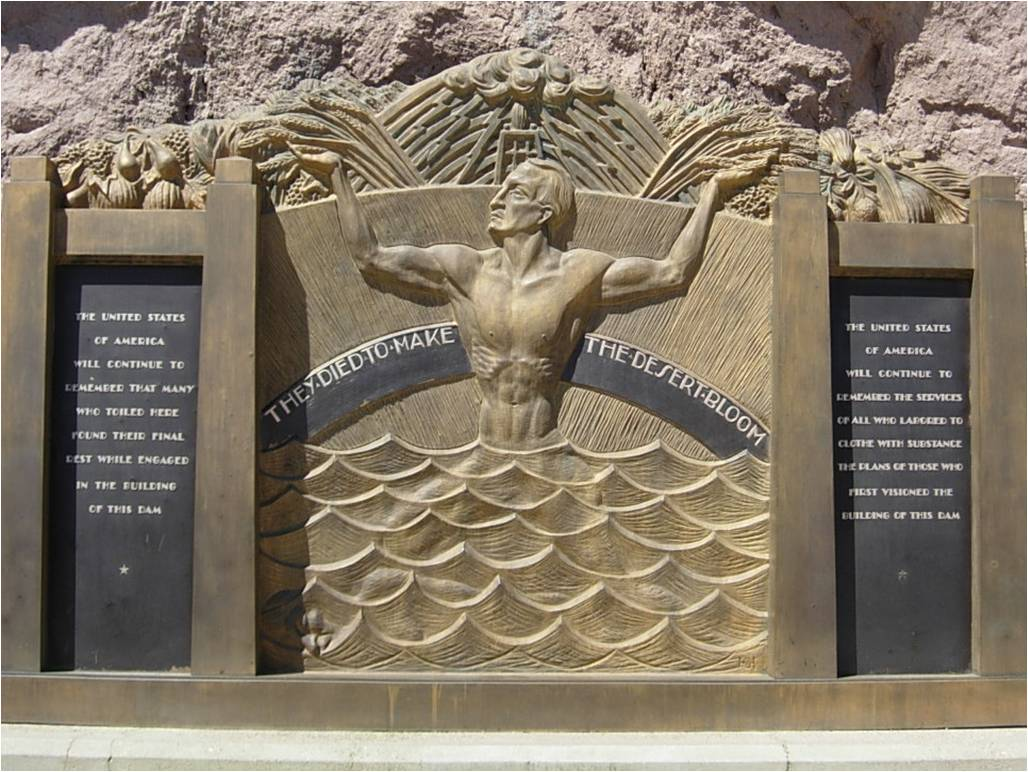
Bia tưởng niệm những nạn nhân tử vong khi xây đập